# Rühösség

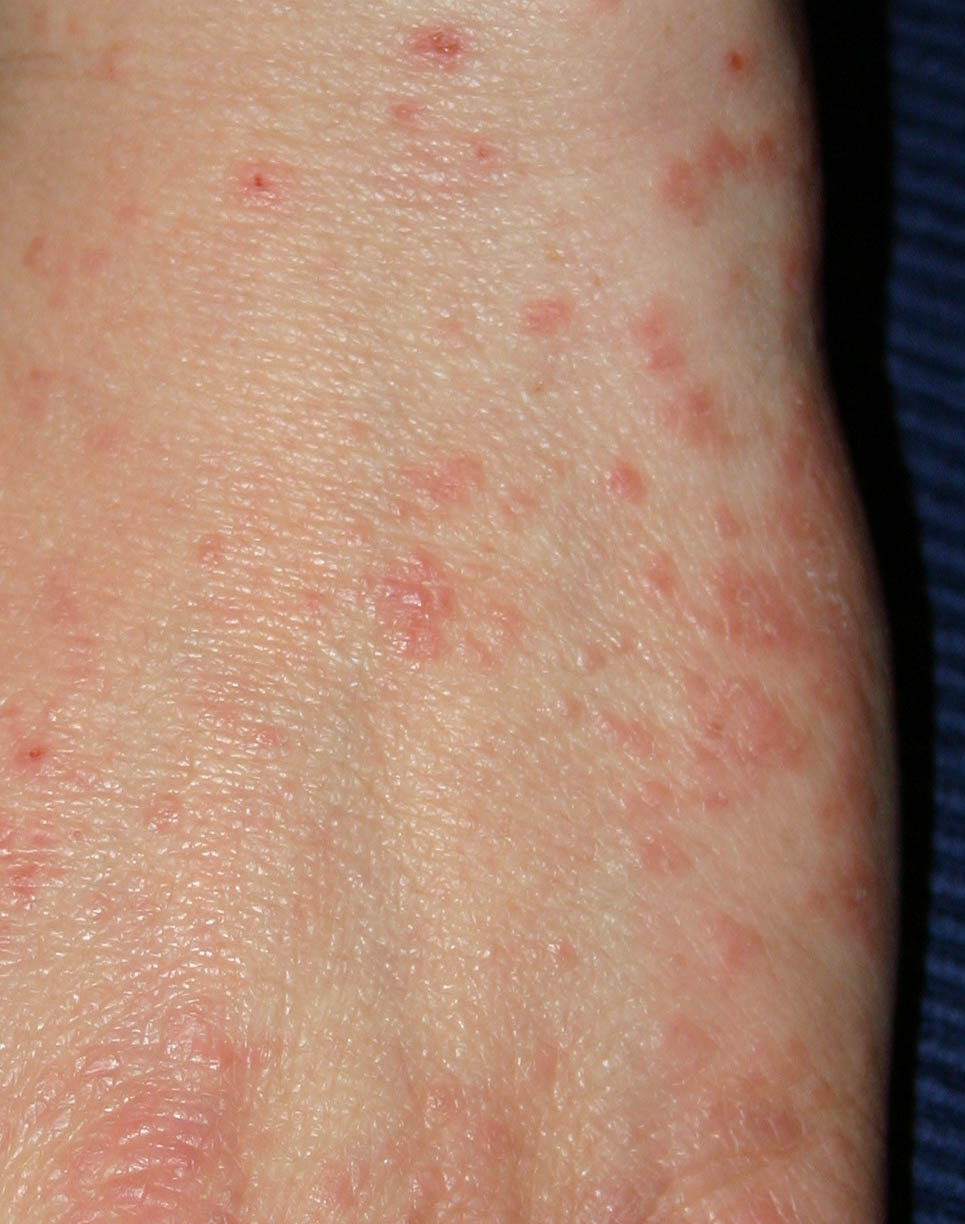
Rühösség a kézen

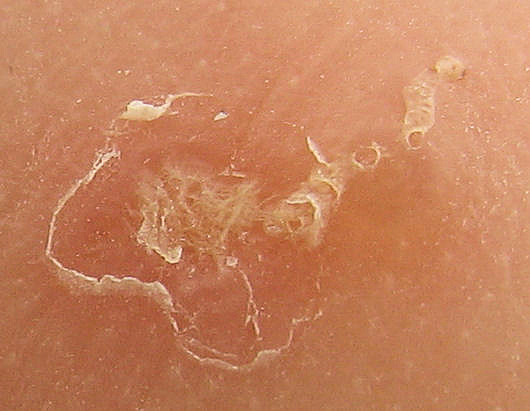
Emberi rühatka (Sarcoptes scabiei) által a bőrbe fúrt járat mikroszkópos képe. Az állat a járat jobb felső végén halad előre, miközben anyagcsere maradványokat (ürülék, levedlett bőr) hagy maga után. A kép bal oldalán a bőr elhalása figyelhető meg, melyet az élettelen maradványok ellen kialakuló heves immunválasz okoz.

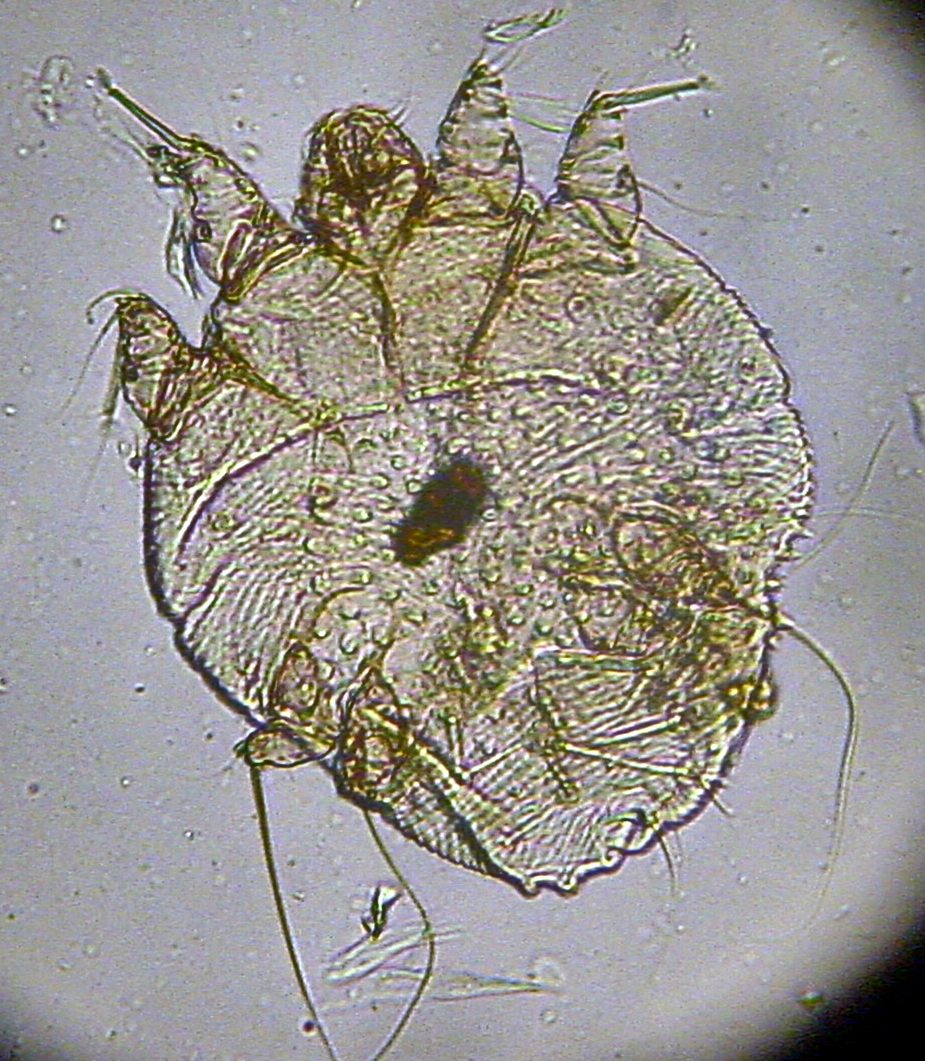
A rühatka mikroszópos képe, mérete 0,3-0,5 mm. Szabad szemmel alig észlelhető tűhegynyi fehér lény.

A rühösség emlősök – köztük az ember – és madarak bőrbetegsége, melyet rühatkák általi fertőzés okozhat. Emberben kizárólag a Sarcoptes scabiei nevű faj okozza a rühösséget. Mivel a különböző rühatka-fajok erősen gazdaspecifikusak, ezért az emberi rühösség csak embertől kapható el. A fertőzés főként testi érintkezéssel terjed, például emberről emberre, kutyáról kutyára stb. Állatokban a rühatka-fertőzések tünetmentesek is lehetnek.
Fertőzött ruhával is terjed. Járata vékony karcolásnak látszik. Elhanyagolva, későn észlelve a hajas fejbőrre is eljut.

## Életmódja
A rühatka nősténye a bőr felső szarurétegében telepszik meg, ott, ahol a legvékonyabb, nincs sok szőrtüsző. A nőstény a szarurétegben zegzugos járatokat fúr 5–10 mm hosszan. A hámsejtekkel táplálkozik, itt fejlődik és petéit is itt helyezi el. Szaporodása kezdetben igen gyors, azonban a szervezet által termelt ellenanyagok a szaporodás ütemét egy idő múlva lassítják.
A lerakott petéből a lárva egy hét alatt kel ki. 4-6 hét alatt a hímek egy, a nőstények két vedlés után válnak ivaréretté.
Emberi gazda hiányában 2-10 nap alatt elpusztulnak, csak nyirkos környezetben bírják egy hétnél tovább. Kedvelik a meleg környezetet, de 60 Celsius-fok felett gyorsan elpusztulnak.

## A fertőzés tünetei, lefolyása
Jellemzője a bőr felszínén megjelenő, atkák által okozott mikroszkopikus méretű mechanikai károsodás (pl. bőrbe rágott járatok), valamint heves immunreakciók (heves viszketés, gyulladás stb.). Ezekhez másodlagos fertőzések is társulhatnak.
Az első rühatka befúródása a bőrbe általában észrevétlen marad, csak 10-30 napos lappangási idő után jelentkezik a fertőzés legjellegzetesebb tünete, a gyakran rohamszerű, kínzó vakarózási kényszert kiváltó viszketés. A viszkető érzés fő előidézője az atka váladékára jelentkező allergiás reakció. Ezért a rühes személy olyan helyen is vakarózik, ahol atkajáratok nincsenek.
A másodlagos bőrfertőzés következtében vizes hólyagocskák, vörös kidomborodó bőrelváltozás, varas sebek is előfordulnak, melyek az elsődleges jeleket elfedhetik.
Az ismételten fertőzött személyeknél az atka már nem vált ki olyan heves reakciókat, emiatt a lappangási és terjesztési időszak jóval hosszabb lehet.

## Kezelése
Egy gondosan – a gyógyszerek előírt használatával – végzett kezeléssel a fertőzött személy 24 óra alatt rühatkamentessé tehető. Kiterjedt fertőzés esetén ismétlés válhat szükségessé. Az allergiás reakciók maguktól megszűnnek, bár ez elhúzódhat.
Fontos a környezet atkamentesítése is, elsősorban a testtel érintkező textíliák 60 Celsius-fok feletti mosása.
Rendkívül fontos a fertőzési lánc felderítése – a rühes személy a rühességet kitől kaphatta meg, illetőleg kinek adhatta tovább –, hisz a további terjedés és visszafertőzés esélye nagy.
A fertőzés atkaölő, ún. akaricid szerekkel gyógyítható, az egyik népszerű hatóanyag a benzil-benzoát.

### Törvényi szabályozás
A rühesség kezelését és visszaszorítását jelentős mértékben megkönnyíti az 1997. évi CLIV. (egészségügyi) törvény 73. §-a (2) bekezdésének 2011-ben bekövetkezett alábbi módosítása:
„Az emberi test felszínén, felhámjában és a szőrzetben élősködő ízeltlábúak irtása, a ruhanemű fertőtlenítése az érintett személy, illetve törvényes képviselője feladata. Ha ezen személyek irtási, fertőtlenítési kötelezettségüknek nem tesznek eleget, akkor hivatalból az egészségügyi szolgáltató vagy az egészségügyi államigazgatási szerv képviselője jár el. Az egészségügyi szolgáltató vagy az egészségügyi államigazgatási szerv képviselője által végzendő, az emberi test felszínén, felhámjában, és a szőrzetben élősködő ízeltlábúak irtásának, illetve a ruhanemű fertőtlenítésének tűrésére az érintett személy köteles.”

## Magyarországi elterjedsége
Általában 20-25 évenként világszerte járványok formájában jelentkezik. 
Magyarországon az 1970 és 1990 években járványszerű leterjedése volt kimutatható.
2013. április 1. és december 31. között a kezelt rühes személyek aránya ismét megnőtt, elérte a 4,5%-ot, ami drasztikus növekedés a korábbi 10 év 0,2-0,4%-os scabiosis fertőzöttségi értékeit tekintve.